# ノア・ビアリー・Jr
ノア・ビアリー・Jr（Noah Beery, Jr.、1913年8月10日 - 1994年11月1日）は、アメリカ合衆国の俳優。

## 出演作品
- テキサス1の赤いバラ
- グリズリー・アダムズ物語
- 超時空メシア襲来
- ロックフォード氏の事件メモ／復讐に掟はない
- ウォーキング・トール2／新・怒りの街（カール・パッサー）
- ロックフォード氏の事件メモ／裏切りに愛をこめて撃て!
- ロックフォードの事件メモ
- 砂漠の追跡者
- ウォーキング・トール（カール・パッサー（祖父））
- お前と俺
- 荒野のアパッチ
- ラオ博士の7つの顔
- 風の遺産
- 大爆破
- 去り行く男
- 白い羽根
- イエロー・トマホーク
- 楽園の決闘
- 最后の砦
- 西部の二国旗
- 西部の無法男
- 赤い河
- 拳銃兄弟
- 剣なき闘い
- ヨーク軍曹
- 追撃の9人
- 廿日鼠と人間
- コンドル
- 遥かなる旅